# Megaszew litosfery
Megaszew litosfery – według teorii wędrówki płyt tektonicznych jest to strefa globalnych intensywnych deformacji tektonicznych, ograniczonych krawędziami subdukcji płyt litosfery.
Wyróżnia się trzy podstawowe typy „megaszwów”:
- kordylierowy – ograniczony jest z jednej strony krawędziami subdukcji płyty oceanicznej, a z drugiej strony krawędziami subdukcji płyty kontynentalnej
- bałkański – ograniczony jest z obu stron krawędziami subdukcji płyt kontynentalnych
- himalajski – ograniczony z jednej strony krawędzią subdukcji płyty kontynentalnej, a z drugiej strony strefą głębokich rozłamów w płycie kontynentalnej.